# آیرونکلاد نپتون
آیرونکلاد نپتون (به انگلیسی: French ironclad Neptune) یک کشتی بود که طول آن ۹۹ متر (۳۲۵ فوت) بود. این کشتی  در سال ۱۸۸۷ ساخته شد.